# Crassispira luctuosa
Crassispira luctuosa is een slakkensoort uit de familie van de Pseudomelatomidae. De wetenschappelijke naam van de soort werd in 1847 voor het eerst geldig gepubliceerd door Alcide d'Orbigny.